# USS Washington (BB-47)
«Вашингтон» (англ. USS Washington (BB-47)) — линейный корабль США. Второй корабль типа «Колорадо» или типа «Мэриленд» — ставших последними супердредноутами ВМС США, построенными в ходе Первой мировой войны до заключения Вашингтонского морского договора (1922). Должен был стать третьим линкором ВМС США в качестве главного калибра которого использовали 406 мм морские орудия 16"/45 Mark 1.
«Вашингтон» был вторым кораблем ВМС США, который был назван в честь 42-го штата. Киль был заложен 30 июня 1919 года в Камдене, Нью-Джерси, Нью-Йоркская Судостроительная корпорация. «Вашингтон» был спущен на воду 1 сентября 1921 года. Крестной матерью корабля стала дочь конгрессмена от штата Вашингтон Джона У. Лето мисс Джин Саммерс. 8 февраля 1922 года, через два дня после подписания Вашингтонского морского договора об ограничении военно-морских вооружений, все строительные работы прекратились на стадии 75,9 % готовности супер-дредноута. В конечном счете, недостроенный линкор был отбуксирован в море, где был потоплен в качестве мишени для стрельб 26 ноября 1924 линкорами Нью-Йорк и Техас.